# Urapteritra
Urapteritra is een geslacht van vlinders van de familie Uraniavlinders (Uraniidae), uit de onderfamilie Uraniinae.

## Soorten
- U. antsianakaria (Oberthür, 1923)
- U. antsianakariae Oberthür, 1923
- U. falcifera (Weymer, 1892)
- U. lobularia (Mabille, 1880)
- U. mabillei Viette, 1972
- U. malgassaria (Mabille, 1878)
- U. montana Viette, 1972
- U. piperita (Oberthür, 1923)
- U. suavis (Oberthür, 1923)